# Gijs Verdick
Gijs Verdick (Laren, 23 de junio de 1994–Zwolle, 9 de mayo de 2016) fue un ciclista neerlandés. A inicios de 2016 formaba parte del equipo Cyclingteam Jo Piels. 
Durante la noche del 2 de mayo de 2016 sufrió dos ataques cardíacos mientras participaba en la carrera Carpathian Couriers, en Polonia. El 8 de mayo fue trasladado desde Polonia a un hospital en Zwolle, Países Bajos, donde falleció al día siguiente.

## Equipos
- 2016- Cyclingteam Jo Piels